# 五十嵐浩司
五十嵐 浩司（いがらし こうじ、1952年10月20日 - ）は、日本のジャーナリスト、大妻女子大学文学部教授。元朝日新聞編集委員。
2011年4月からテレビ朝日『報道ステーション』の月曜・火曜日のコメンテーターを1年務め、それにともなって編集委員に就いた。朝日新聞在職中に東京大学大学院総合文化研究科客員教授、早稲田大学大学院非常勤講師、鶴見大学文学部非常勤講師を歴任、2012年4月から大妻女子大学教授となる。
朝日新聞社を退社してからも、テレビ朝日『やじうまテレビ!』の金曜日コメンテーターを務め、同番組終了後もテレ朝やBS朝日の番組に不定期のコメンテーターとして出演している。

## 略歴
- 1952年 山形県生まれ、東京大学文学部西洋史科卒業。
- 1979年 朝日新聞社入社、富山支局を経て大阪本社社会部。社会部では「グリコ森永事件」を取材した経験を持つ。
- 1986年 外報部を経てイギリスに留学。
- 1989年 ナイロビ支局長。
- 1993年 ワシントン特派員。
- 1996年 外報部次長を経て企画報道室副室長。
- 2001年 ニューヨーク支局長。
- 2011年3月 編集委員に就任。[2]
- 2012年3月 朝日新聞社退社。4月より大妻女子大学教授。

## 人物
- 趣味は「路地裏彷徨（徘徊）」（体面的にはジャズと言っている）[3]。
- グリコ森永事件の際、東京本社社会部から応援に来た清水建宇とともに路地裏を歩いていたところ、1台のパトカーが止まって職務質問を受けた。清水が容疑者のキツネ目の男に似ており、五十嵐の風貌も企業舎弟さながらだったうえ、2人とも社員証を携行していなかったため署まで任意同行を求められた。朝日新聞記者ということが嘘ではないことが分かって短時間で解放されたが、テレビに出て顔を売らなきゃだめだと、清水とつくづく語り合ったという。この話しは哄笑談として社内外に伝わって有名になり、清水と五十嵐が報道ステーションのコメンテーターになるきかっけとなった。
- 『報道ステーション』のコメンテーター時代に、「福島原発の作業員は山谷から集めてきた日雇い労働者が多い」と発言し物議を醸した。
- テレ朝『やじうまテレビ!』で共演する同局アナウンサーの松尾由美子を口説いて、自ら講義課目「メディア・リテラシー」のロールモデルとして招聘した[4]。